# Der Rekordbeobachter
Der Rekordbeobachter ist ein Filmdrama von Karola Hattop aus dem Jahr 2012.

## Handlung
Marvin Feldmann arbeitet für die Redaktion des Buchs der Rekorde als Rekordbeobachter und wird von seiner Redakteurin auf die finnische Insel Föglö geschickt, wo ein Rekordversuch im Steinehüpfen unternommen wird. Der pedantische und wasserscheue Feldmann reist widerwillig in die finnische Einöde und kommt in der Pension von Fanny Hilleröd unter. Als sich herausstellt, dass Fannys Neffe, der zwölfjährige Elias, den Rekordversuch unternimmt, ist Feldmann erst recht verstimmt – Kinder überschätzten sich und würden nur von ihren Eltern zum Rekordversuch gedrängt.
Feldmann gesteht Elias einen Tag mit beliebig vielen Versuchen zu. Doch der erfolgreichste Wurf springt nur 50 Mal, einmal weniger als der bestehende Rekord. Feldmann will noch am selben Abend abreisen, doch fährt keine Fähre mehr. Fanny teilt ihm mit, dass Elias ein angeborenes Aneurysma im Gehirn hat, so dass jede Anstrengung für ihn tödlich sein kann; für eine zweite Rekordanmeldung könne es bald zu spät sein. Feldmann drückt sein Bedauern aus, doch könne er keine Ausnahme machen.
Elias lebt in ständigem Konflikt mit seiner Mutter Frieda, die ihm aus Sorge jede Anstrengung verbietet, während er entschlossen ist, trotz der ständigen Gefahr ein fröhliches und erlebnisreiches Leben zu führen. Entsprechend ist Frieda auch strikt gegen den (von Fanny angemeldeten) Rekordversuch.
Am nächsten Morgen lässt sich Feldmann von Elias zu einigen weiteren Versuchen überreden, „bis die nächste Fähre geht“. Wieder kein Erfolg, und am Fähranleger wird Feldmann mitgeteilt, die Fähre sei defekt. Fanny hat ihm das Handy genommen, andere Telefone sind auf der Insel angeblich nicht benutzbar. Elias nimmt nun die Vereinbarung wörtlich: „Bis die nächste Fähre geht“ dauert ja noch an. Doch bleiben seine Würfe weiterhin knapp unter einem neuen Rekord. Am Abend dieses Tages taut Feldmann im Gespräch mit Fanny etwas auf, trinkt zu viel und verpasst die Fähre am Morgen ein drittes Mal. So bekommt Elias erneut seine Chance und scheitert wieder. An den folgenden Tagen verpasst Feldmann die Fähre schon absichtlich, er kommt Fanny näher, feiert mit den Bewohnern Mittsommerfest und lässt sich von Elias zu unterschiedlichen Unternehmungen überreden – gegen Friedas Verbot.
Direkt vor dem letzten möglichen Rekordversuch wird Feldmann von seiner Redakteurin abgeholt, die ein Taxiboot gemietet hat. Auf dem Rückweg sieht er einen Rettungshubschrauber zur Insel fliegen, fürchtet um das Leben des Jungen und lässt das Boot wenden. Elias wird im Krankenhaus notoperiert. Frieda macht Feldmann heftige Vorwürfe, wird jedoch von Fanny beruhigt. Bald ist Elias außer Lebensgefahr. Über seine Redaktion organisiert Feldmann einen öffentlichen Aufruf, ihm Postkarten mit Genesungswünschen zu schicken, die bald säckeweise eintreffen. Mit über einer Million Genesungswünschen erhält Elias den offiziellen Rekord in dieser Disziplin.
Zwölf Monate später ist Feldmann wieder bei Fanny zu Besuch. Nun gelingt Elias ein Wurf mit 52 Sprüngen, allerdings war Feldmann gerade damit beschäftigt, Fanny zu küssen.
Die Handlungen Feldmanns und seine Gedanken werden immer wieder durch kurze Selbstgespräche vertieft, die nur für den Zuschauer zu hören sind.

## Veröffentlichung
Der von Degeto Film produzierte Film hatte am 18. Mai 2012 Premiere in der ARD.

## Kritiken
Das Lexikon des internationalen Films bezeichnet das Werk als „sympathische (Fernseh-)Komödie, die einmal mehr Finnland als Heimat eines skurril-warmen Humors feiert“.